# Sulamericana
Sulamericana Carrocerias Ltda. war ein brasilianischer Hersteller von Automobilen.

## Unternehmensgeschichte
Das Unternehmen wurde Anfang der 1960er Jahre in Poá gegründet. Das wichtigste Betätigungsfeld waren Karosserien. In den 1980er Jahren entstanden einige Automobile. Der Markenname lautete Sulamericana. In den 1990er Jahren wurde das Unternehmen aufgelöst.

## Fahrzeuge
Überwiegend wurden Pick-ups zu Doppelkabinen oder Kombis umgebaut. Meistens stammte die Basis von Chevrolet oder Ford. Außerdem entstanden gepanzerte Fahrzeuge.
Das einzige eigenständige Pkw-Modell war der Mirage, ein Sportwagen. Die Karosserie des Coupés bestand aus Fiberglas. Ein Sechszylindermotor vom Chevrolet Opala mit 4100 cm³ Hubraum trieb die Fahrzeuge an.